# مؤتمر اكس لا شابيل
في سبتمبر 1818م عُقد مؤتمر اكس لاشابيل وحضره رئيس الوزراء الفرنسي الدوق دي ريشيلو ممثل لفرنسا تضمن سحب قوات الاحتلال من الأراضي الفرنسية فقال رئيس وزراء فرنسا ضرورة سحب قوات الاحتلال قبل ال 5 سنوات، وذلك لكي لا يتظايق الفرنسيين وتستيقض روح الثورة اضطر ولنجتن قائد قوات الاحتلال لإرسال محققين لدراسة حال الرأي العام الفرنسي وسرعان ماكان الصواب مع رئيس الوزراء الفرنسي واعلن الحلفاء استعدادهم لسحب هذه القوات بشرط أن يدفع الفرنسيون غرامة الحرب التي حددتها معاهدة الصلح ولكن رئيس وزراء فرنسا لم يكتف بذلك، فراح يطالب القوى الاربع الكبرى بأن يقبلوا فرنسا ان تنظم اليهم كعضو في زمرة القوى الكبرى، مؤكداً ان في ذلك: أ-ارضاء العزة القومية للفرنسيين ب-تدعيم النظام الملكي الفرنسي, وافقت الدول الكبرى على انضمام فرنسا لهم وصارت المحالفة الرباعية محالفة خماسية بعدانضمام فرنسا لعصبة الكبار اتم صرح التظافر الأوروبي ولكنه كان المسمار الأول في نعش ذلك التظافر فانخفضت درجة تحمسهم للتحالف الرباعي فحدث بعد ذلك ثورات عديدة في إيطاليا واسبانيا وغيرها ولم يجلس الخمسة الكبار مكتوفو الايدي، اذ سرعان مادعو إلى عقد مؤتور تروباو، بهدف مناقشة المستجدات المشار اليها على الساحة الاوروبية. حيث قررت الدول المشاركة في هذا المؤتمر بتوجيه ضربة عسكرية مشتركة ضد دولة الجزائر البحرية لاجبارها على التخلي عن سيادتها البحرية.